# Bergvind och dalvind
Dalvind uppkommer i dalar på dagen vid vackert väder. Dalvind är varm luft som stiger uppför bergen.
På kvällen när luften kyls ner blir det istället bergvind som går ner i dalen.
Bergvind och dalvind bildas på liknande sätt som sjöbris och landbris.